# Durham (Connecticut)
Durham és una població dels Estats Units a l'estat de Connecticut. Segons el cens del 2005 tenia 7.266 habitants.

## Demografia
Segons el cens del 2000, Durham tenia 6.627 habitants, 2.277 habitatges, i 1.871 famílies. La densitat de població era de 108,4 habitants/km².
Dels 2.277 habitatges en un 41,2% hi vivien nens de menys de 18 anys, en un 72,3% hi vivien parelles casades, en un 7,1% dones solteres, i en un 17,8% no eren unitats familiars. En el 14,5% dels habitatges hi vivien persones soles el 5,9% de les quals corresponia a persones de 65 anys o més que vivien soles. El nombre mitjà de persones vivint en cada habitatge era de 2,85 i el nombre mitjà de persones que vivien en cada família era de 3,17.
Per edats la població es repartia de la següent manera: un 29% tenia menys de 18 anys, un 4,8% entre 18 i 24, un 29,3% entre 25 i 44, un 27,4% de 45 a 60 i un 9,5% 65 anys o més.
L'edat mediana era de 38 anys. Per cada 100 dones de 18 o més anys hi havia 94,4 homes.
La renda mediana per habitatge era de 77.639 $ i la renda mediana per família de 82.864 $. Els homes tenien una renda mediana de 51.250 $ mentre que les dones 38.833 $. La renda per capita de la població era de 29.306 $. Aproximadament l'1,3% de les famílies i l'1,7% de la població estaven per davall del llindar de pobresa.

## Poblacions més properes
El següent diagrama mostra les poblacions més properes.